# Janina Prystorowa
Janina Amelia Prystorowa, ps. „Bogdanowa” (ur. 26 lipca 1881 w Wołożynie, zm. 3 stycznia 1975 w Warszawie) – działaczka społeczna i polityk w okresie międzywojennym, posłanka na Sejm IV kadencji, członek Rady Okręgowej Obozu Zjednoczenia Narodowego Okręgu Wileńskiego w 1937 roku. Żona premiera II RP Aleksandra Prystora.

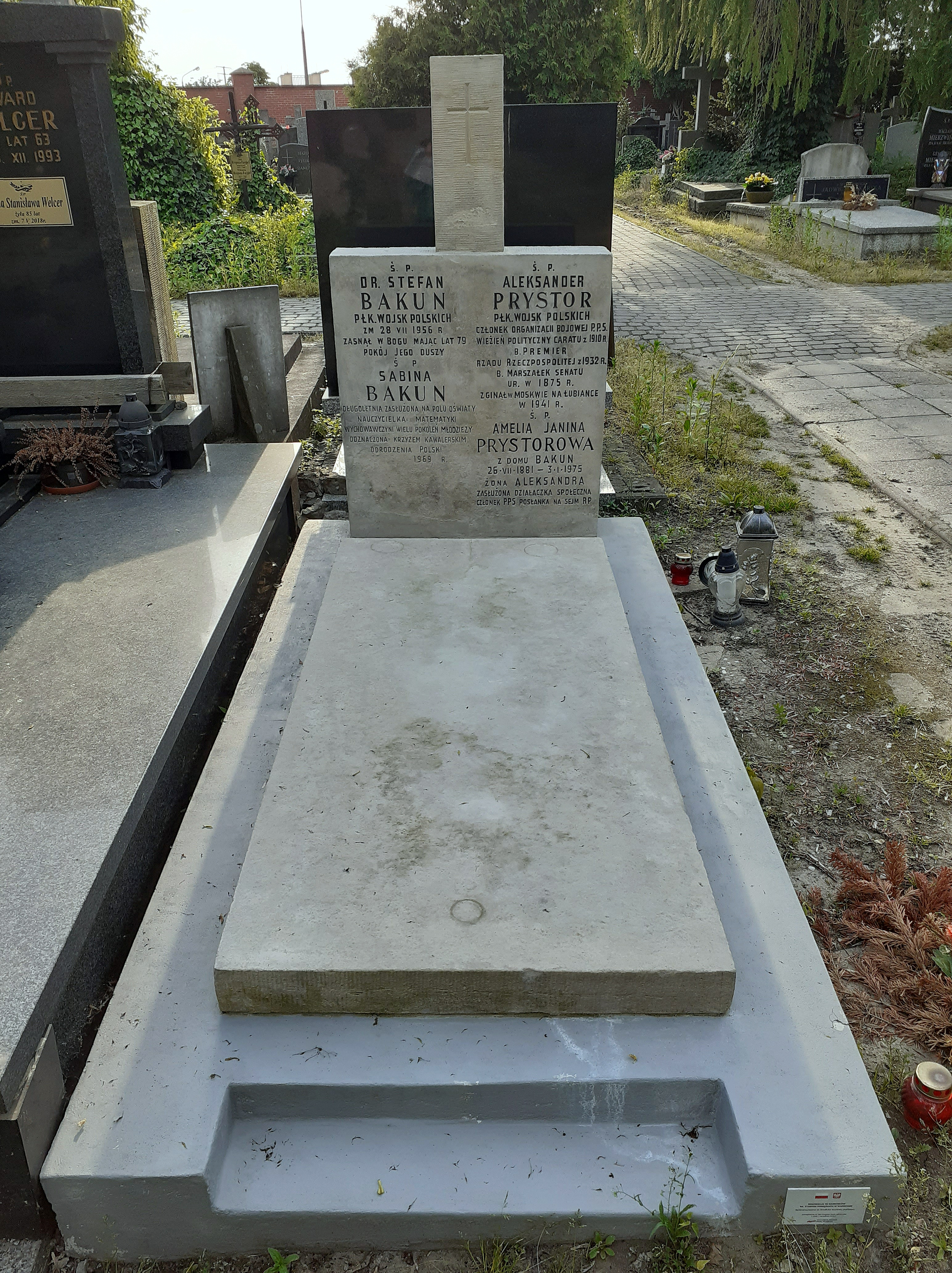
Grobowiec Janiny Prystorowej

## Życiorys
Janina Amelia z Bakunów Prystorowa urodziła się na terenie dzisiejszej Białorusi, w rodzinie Tadeusza i Pauliny z Bohuszów. Uczęszczała do gimnazjum w Kownie, które skończyła w 1905. Ukończyła także Wyższe Kursy dla Kobiet A. Baranieckiego w Krakowie.
W 1906 rozpoczęła działalność w Polskiej Partii Socjalistycznej. 6 kwietnia t.r. wyszła za mąż za Aleksandra Prystora, będącego wówczas także działaczem socjalistycznym. Brała udział m.in. w brawurowej akcji pod Bezdanami. W 1912 aresztowana przez władze carskie i za działalność niepodległościową więziona przez rok na Pawiaku i w Cytadeli. Później znalazła się wraz z mężem w Rosji, a konkretnie w Orle. Tam pracowała jako nauczycielka.
W 1918 powróciła do kraju, uchodząc przed rewolucją bolszewicką. W Polsce początkowo pracowała w Ministerstwie Spraw Zagranicznych. Prowadziła także działalność charytatywną – m.in. w Towarzystwie Przyjaciół Inwalidów Wojennych i Towarzystwie Opieki nad Wsią Wileńską. Była założycielką i organizatorką Stowarzyszenia „Rodzina Urzędnicza” oraz pełniła stanowisko prezesa zarządu głównego tegoż do października 1933, gdy zrzekła się funkcji (jej następczynią została Maria Jędrzejewiczowa).
Była członkiem rady gminy Mickuny i sejmiku wileńskiego. Później, w latach 1935–1938, posłanka z okręgu nr 47, obejmującego powiat Wilno (bez Nowej Wilejki) i Święciany. Podczas kadencji zasłynęła zgłoszeniem projektu ustawy zakazującej rytualnego żydowskiego uboju bydła (szechity). Uzasadniała go względami humanitarnymi. Po wybuchu II wojny światowej schroniła się na neutralnej Litwie. Później przebywała w Warszawie i Bochni.
Zmarła w Warszawie w 1975, w stołecznym domu opieki Zakonu Sióstr Maryi. Pochowana na cmentarzu Powązkowskim (kwatera 146a-5-1).

## Ordery i odznaczenia
- Krzyż Niepodległości (19 grudnia 1930)[9]
- Krzyż Oficerski Orderu Odrodzenia Polski (11 listopada 1934)[10][11]
- Złoty Krzyż Zasługi (10 listopada 1938)[12]